# 안드레이 바실렙스키 (1994년)
안드레이 안드레예비치 바실렙스키(러시아어: Андре́й Андре́евич Василе́вский, 1994년 7월 25일~)는 러시아의 아이스하키 선수로 포지션은 골텐더이다. 현재 내셔널 하키 리그(NHL)의 탬파베이 라이트닝 소속으로 뛰고 있다. 콘티넨탈 하키 리그(KHL)의 살라바트 율라예프 우파 소속으로 프로 선수 경력을 시작했으며 2012년 NHL 드래프트에서 1라운드 19위로 탬파베이 라이트닝의 지명을 받았다. 
2018-19 시즌에 리그 최고 골텐더상인 베지나 트로피를 수상했으며 2020년, 2021년 시즌 연속으로 팀을 스탠리 컵 우승으로 이끌었다. 또한 2021년 시즌에  NHL 플레이오프 MVP상인 콘 스미스 트로피를 수상했다.
국제 대회에 러시아 대표팀의 일원으로 참가했으며 세계 선수권 대회에서 금메달 1개와 동메달 2개를 획득했다.

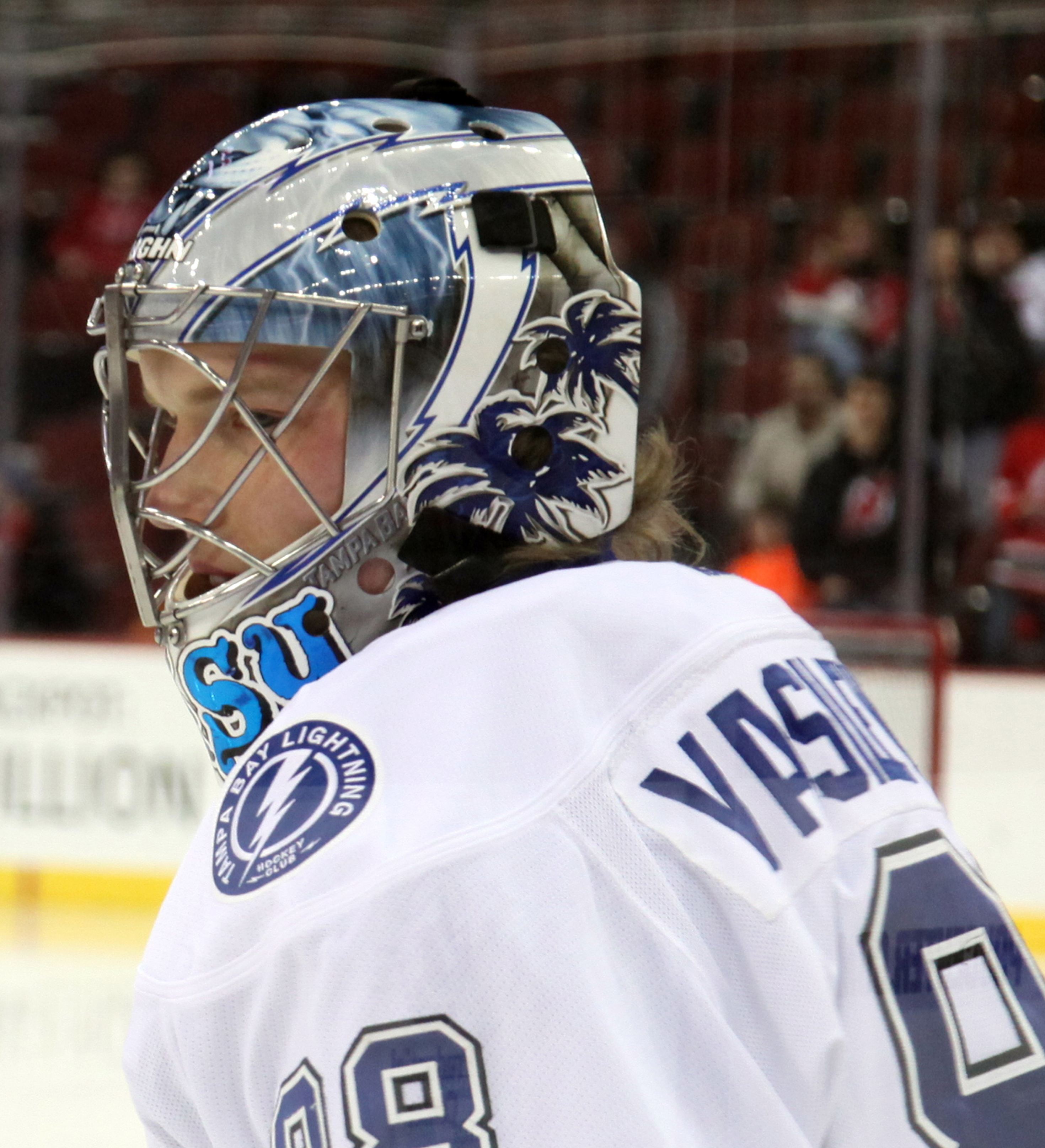
2014년 12월 뉴저지 데블스와의 경기 당시의 바실렙스키

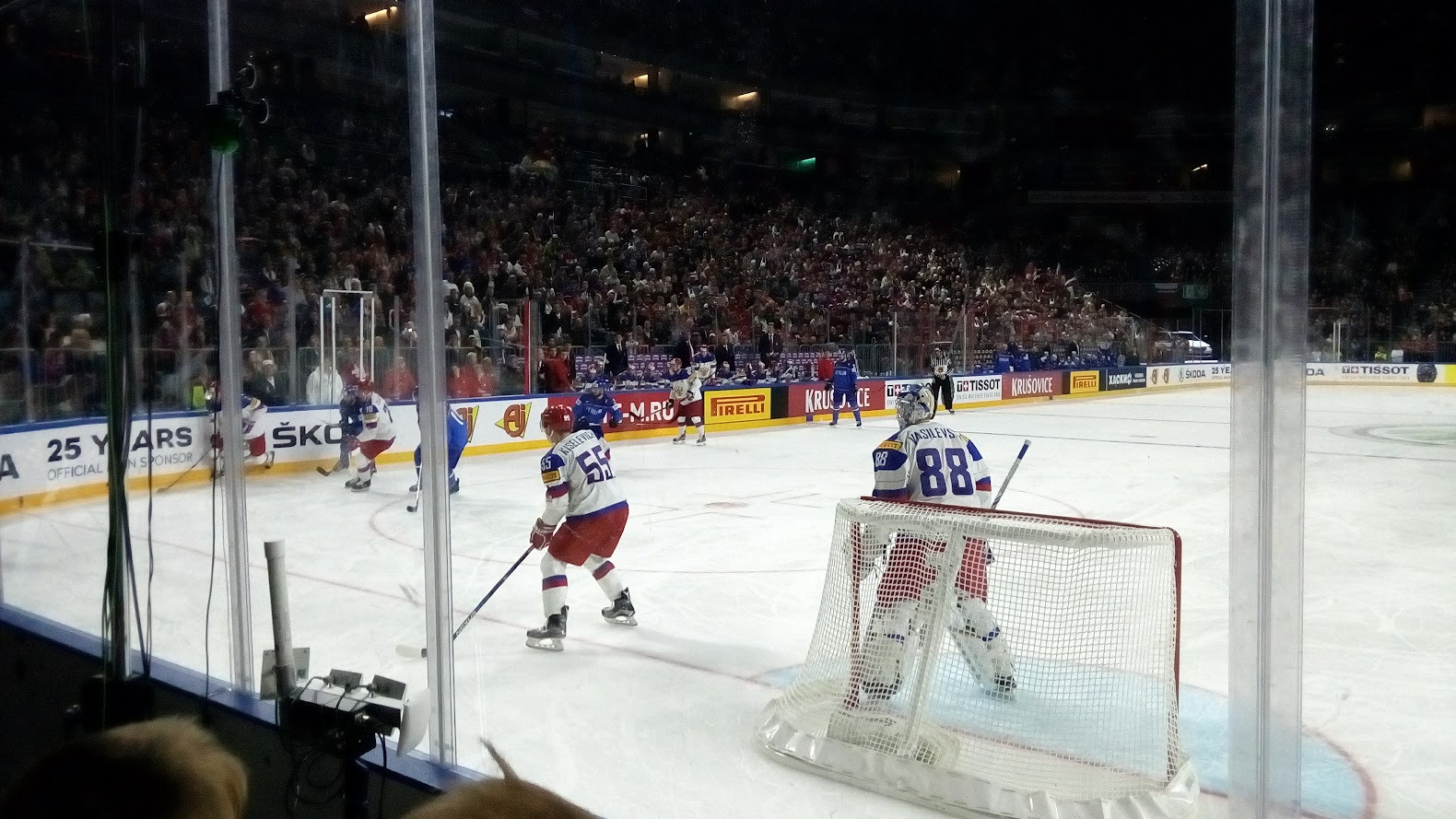
2017년 세계 선수권 대회 당시의 바실렙스키(오른쪽)